# Datenbank-Verwaltungswerkzeuge
Datenbank-Verwaltungswerkzeuge gehören in den Bereich der Systemsoftware und dienen als Dienstprogramme oder IDE zur Verwaltung und Bearbeitung von bestehenden Datenbanken. Meist bieten die Hersteller der Datenbanken für ihre Datenbanksysteme entsprechende Datenbank-Verwaltungswerkzeuge an. Dabei sind Datenbank-Verwaltungswerkzeuge von Drittanbietern meist umfangreicher und können das Verbinden zu unterschiedlichen Datenbanksystemen anbieten.

## Funktionen
Verschiedene Datenbank-Verwaltungswerkzeuge bieten unterschiedliche Funktionen an. Unter anderem können folgende Funktionen enthalten sein:
- Verbindungsaufbau zur gewünschten Datenbank
- Verbindung zu mehreren Datenbanken
- Abfragen von Tabellen
- Grafische Übersicht über die Datenbankstruktur mit der Möglichkeit zur Betrachtung der enthaltenen Werte
- Anlegen und Ändern von Datenbanken
- Anlegen und Ändern von Tabellen
- Anlegen und Ändern von Prozeduren
- Anlegen und Ändern von Triggern
- Syntaxhervorhebung bei der Entwicklung von SQL-Statements
- Autovervollständigung bei der Entwicklung von SQL-Statements
- Import- und Export-Möglichkeiten
- ER-Diagramm-Design

## Liste verschiedener Datenbank-Verwaltungswerkzeuge
| Verwaltungswerkzeug                    | Unterstützte Datenbanksysteme                                                                   |
| -------------------------------------- | ----------------------------------------------------------------------------------------------- |
| Aqua Data Studio                       | Apache Derby, DB2, MS SQL Server, MySQL, Oracle, PostgreSQL, Sybase, Teradata                   |
| EMS SQL Management Studio              | DB2, Firebird, Interbase, MS SQL Server, MySQL, Oracle, PostgreSQL                              |
| IBExpert                               | InterBase, Firebird                                                                             |
| Microsoft SQL Server Management Studio | MS SQL Server                                                                                   |
| MySQL Workbench                        | MySQL                                                                                           |
| Oracle SQL Developer                   | Access, DB2, MS SQL Server, MySQL, Oracle, Sybase, Teradata                                     |
| Orbada                                 | Apache Derby, Firebird, Interbase, H2, HSQLDB, MS SQL Server, MySQL, Oracle, PostgreSQL, SQLite |
| pgAdmin                                | PostgreSQL, Postgres Plus, Greenplum, PostGIS                                                   |
| TOAD                                   | DB2, MySQL, Oracle, MS SQL Server                                                               |
| Database Studio                        | MaxDB\|                                                                                         |
| IBM Data Studio                        | DB2                                                                                             |